# 福島泰樹
福島 泰樹（ふくしま やすき、1943年3月25日 - ）は、日本の僧侶・歌人・朗読家・ナレーター。東京都台東区下谷の法華宗本門流法昌寺住職。早稲田大学短歌会、『心の花』、『反措定』同人を経て、現在「月光の会」主宰。「短歌絶叫コンサート」と称する感情を込めた力強い声色を多用する朗読パフォーマンスで知られる詩人でもある。早稲田大学理工学部非常勤講師、日本大学芸術学部非常勤講師。

## 略歴
東京都生まれ。早稲田大学文学部哲学科卒業。同大学在学中に早稲田大学短歌会に入会。三枝昂之や伊藤一彦と親交を持つ。また安保闘争をはじめとした学生運動にも関わる。
1969年、第一歌集『バリケード・一九六六年二月』を刊行。安保闘争世代の熱気を表現し注目される。また同人誌『反措定』を主宰、「反措定叢書」も刊行する。同叢書からは三枝昂之の『やさしき志士達の世界へ』や伊藤一彦の『瞑鳥記』などが刊行された。
1976年よりシンガーソングライターの佐藤龍一と共に、歌謡の復権を目指し「短歌絶叫コンサート」を全国で開催。吉祥寺のライブハウス「曼荼羅」にて月例ライブを開くなど、これまでに海外含め1700ステージをこなす。バンドには石塚俊明、菊地雅志、永畑雅人らが参加。また筋肉少女帯の「スラッシュ禅問答」（アルバム『エリーゼのために』収録）には福島が朗読で参加している。
1987年より「月光の会」を主宰。季刊文芸誌『月光』を創刊し、坪野哲久、中井英夫、塚本邦雄、菱川善夫、木村三山らの特集を組む。「月光の会」所属の歌人には松野志保などがいる。早稲田文学新人賞の選考委員を長くつとめ、立松和平とは長年の親友であり、彼の葬儀の導師を務めた。仏教関係の著書も多い。またセコンドの資格を持つほどのボクシングファンであり、ボクシング関係の著書もある。元プロボクサーで芸人だったたこ八郎とも親交があり、たこ八郎の没後、由利徹、赤塚不二夫、山本晋也、外波山文明の呼びかけで法昌寺境内に「たこ地蔵」が造立された。地蔵正面には、たこの直筆からとった「めいわくかけてありがとう」の言葉、背面には「眼病平癒祈願」の文字が刻まれ、地蔵胎内に遺骨が分骨されている。
2015年、脱原発、安保法制反対の立場から、僧侶・劇作家の上杉清文らとともに呪殺祈祷僧団四十七士（JKS47）を結成。同年8月27日、翌2016年3月11日、以後毎月一回、経済産業省前脱原発経産省前テントひろばで月例祈祷会を開催し導師を勤めている。呪殺祈祷僧団四十七士の公式ブログ内で「月光庵日録」を発表している。

## 柳澤山妙蓮寺
1970年から77年まで福島が住職を務めた静岡県沼津市柳沢にある法華宗の寺院。創立は元和年中（1620年頃）以前とされ、開基は義秀院日信上人。福島が入山当時は無住で、福島が住職として入山、再興された。
村人たちにも歓迎され、この地で墓守として生きて行くことを誓った福島だったが、70年代半ばから次第に上京することが多くなる。当人曰く「私の中でいまだ青春のなにかがくすぶり続けていたのであろうか」。そして、77年、遂に村を離れることになる。宗務院から発令された辞令に従い、東京・下谷の法昌寺を再興するためだった。
福島は、離村当日の模様を次のように綴っている。
福島の歌集『エチカ・一九六九年以降』（1972年）、『晩秋挽歌』（1974年）、『転調哀傷歌』（1976年）等は福島が妙蓮寺住職時代に編まれたものである。

## 受賞歴
- 1986年：第6回ブルガリア国際作家会議コンクール詩人賞受賞
- 1995年：ラジオドラマ『紫陽花の家』で第22回放送文化基金脚本賞受賞
- 1999年：歌集『茫漠山日誌』により第4回若山牧水賞受賞
- 2023年：歌集『百四十字、老いらくの歌』を中心とした永年の功績により第14回日本歌人クラブ大賞受賞[5]

## 著書

### 歌集
- 『バリケード・一九六六年二月』（新星書房、1969年）
- 『エチカ・一九六九年以降』（構造社、1972年）
- 『晩秋挽歌』（草風社、1974年）
- 『転調哀傷歌』（国文社、1976年）
- 『風に献ず』（国文社、1976年）
- 『退嬰的恋歌に寄せて』（沖積舎、1978年）
- 『夕暮』（砂子屋書房、1981年）
- 『中也断唱』（思潮社、1983年）
- 『月光』（雁書館、1984年）
- 『望郷』（思潮社、1984年）
- 『妖精伝』（砂子屋書房、1986年）
- 『中也断唱 続 坊や』（思潮社、1986年）
- 『柘榴盃の歌』（思潮社、1988年）
- 『蒼天　美空ひばり』（デンバー・プランニング、1989年）
- 『無頼の墓』（筑摩書房、1989年）
- 『さらばわが友』（思潮社、1990年）
- 『愛しき山河よ』（望月久写真、山と渓谷社、1994年）
- 『黒時雨の歌』（洋々社、1995年）
- 『賢治幻想』（洋々社、1996年）
- 『茫漠山日誌』（洋々社、2000年）
- 『朔太郎、感傷』（河出書房新社、2000年）
- 『葬送の歌』（河出書房新社、2003年）
- 『デカダン村山槐多』（鳥影社、2003年）
- 『山河慟哭の歌―人は生まれ、そして死ぬ』（佼成出版社、2004年）
- 『月光忘語録』（砂子屋書房、2004年）
- 『青天』（思潮社、2005年）
- 『無聊庵日誌』（角川学芸出版、2008年）
- 『完本 中也断唱』（思潮社、2010年）
- 『血と雨の歌』（思潮社、2012年）
- 『焼跡ノ歌』（砂子屋書房、2013年）
- 『空襲ノ歌』（砂子屋書房、2015年）
- 『哀悼』（皓星社、2016年）
- 『下谷風煙録』（皓星社、2017年）
- 『うたで描くエポック　大正行進曲』（現代短歌社、2018年）
- 『百四十字、老いらくの歌』（皓星社、2022年）
- 『大正十二年九月一日』（皓星社、2024年）

### 選集・全集
- 『遥かなる朋へ　福島泰樹歌集』（沖積舎、1979年）
- 『現代歌人文庫　福島泰樹歌集』（国文社、1980年）
- 『絶叫、福島泰樹総集篇』（阿部出版、1991年）
- 『絶叫、福島泰樹の世界』（砂子屋書房、1992年）
- 『福島泰樹全歌集』全2巻（河出書房新社、1999年）
- 『現代歌人文庫　続福島泰樹歌集』（国文社、2001年）

### 評論・随筆
- 『抒情の光芒』（国文社、1979年）
- 『やがて暗澹』（国文社、1979年）
- 『払暁の雪』（筑摩書房、1981年）
- 『雨の朝、下谷に死す』（砂子屋書房、1984年）
- 『福島泰樹・魂の歌―わが友、そしてまだ見ぬ友へ』（廣済堂出版、1992年）
- 『孤立無援の思想を生きよ』（PHP研究所、1994年）
- 『辰吉丈一郎へ／三〇万燭光の興奮』（洋泉社、1994年）
- 『幻町より海辺の墓場を眺望せよ』（洋々社、1995年）
- 『宮沢賢治と東京宇宙』（日本放送出版協会、1996年）
- 『弔い-死に臨むこころ』（ちくま新書、1997年）
- 『黄金の獅子 辰吉丈一郎へ』（彩流社、1998年）
- 『寺山修司の墓―夭折者の系譜』（彩流社、2001年）
- 『荒野の歌―平成ボクサー列伝』（河出書房新社、2002年）
- 『祖国』（鳥影社、2005年）※岡野弘彦との対談
- 『誰も語らなかった中原中也』（PHP研究所、2007年）
- 『中原中也-帝都慕情-』（日本放送出版協会、2007年）
- 『祖国よ!―特攻に散った穴沢少尉の恋』（幻戯書房、2009年）
- 『悲しみのエナジー　友よ、私が死んだからとて』（三一書房、2009年）
- 『わが心の日蓮』（春秋社、2010年）
- 『寺山修司 死と生の履歴書』（彩流社、2010年）
- 『さらば、立松和平』（ウェイツ、2010年）
- 『もっと電車よ、まじめに走れ　福島泰樹わが短歌史』（角川学芸出版、2013年）
- 『中原中也の鎌倉』（冬花社、2014年）
- 『歌人の死』（東洋出版、2015年）

### 小説
- 『上野坂下あさくさ草紙』（弥生書房、1985年）
- 『上野坂下あさくさ草紙』（人間社、2021年）※上記の改編復刻版

### レコード・CD
- 『曇天』（砂子屋書房、1982年）

1981年12月10日に明大前のキッド・アイラック・ホールで開催されたコンサートのライブ録音。
- 『中原中也』（東芝EMI、1991年）
- 『さらば常盤座の灯よ！』（月光の会、1993年）
- 『転調哀傷歌』（SEAレコード、1996年）
- 『革命』（ペルメージ・レコード、2006年）
- 『絶叫！中原中也』（ペルメージ・レコード、2007年）
- 『哀惜』（ペルメージ・レコード、2008年）

### その他
- 『歌画集叢書1 花刺客』（作画：上村一夫、言游社、1979年5月20日）

限定501部。無綴り紙片11枚入夫婦函完本。（内一枚は福島泰樹解説「晩春の辞」。紙片を束ねるための和紙付き。）
- 『白いチョークをひとつ下さい―九州女子大学主催・第一回全国高校詩歌コンクール』（新声社、1998年）
- 『福島泰樹短歌絶叫』（写真：西村多美子、鳥影社、2005年）※CD付き
- 『ぬらり神―奥村真と2つの詩集』（iga、2011年）※2009年に亡くなった奥村真の追悼ムック。CD付き

## 編書

### 反措定叢書
- 三枝昂之『やさしき志士達の世界へ』（反措定出版局、1973年）
- 伊藤一彦『瞑鳥記』（反措定出版局、1974年）
- 浜田康敬『望郷篇』（反措定出版局、1974年）
- 三枝浩樹『朝の歌 マチナータ』（反措定出版局、1975年）
- 賀村順治『狼の歌』（反措定出版局、1976年）
- 西勝洋一『コクトーの声』（反措定出版局、1977年）
- 志垣澄幸『空壜のある風景』（反措定出版局、1977年）

### 刑叢書
- 大林明彦『きみはねむれるか』（反措定出版局、1975年）

### 月光叢書
- 小川太郎『路地裏の怪人』（月光の会、1989年）
- 太田代志朗『清かなる夜叉』（月光の会、1990年）
- 林多美子『鳥よ、自在に翔ぶな』（月光の会、1993年）
- 竹下洋一『月光遺文』（洋々社、2000年）
- 黒田和美『六月挽歌』（洋々社、2001年）
- 糸田ともよ『水の列車』（洋々社、2002年）
- 松野志保『モイラの裔』（洋々社、2002年）
- 松岡達宜『青空』（洋々社、2005年）
- 篠原霧子『白炎』（洋々社、2007年）
- 佐久間章孔『洲崎パラダイス・他』（皓星社、2018年）
- 矢澤重徳『会津、わが一兵卒たりし日よ』（皓星社、2018年）
- 中田實『奄美』（皓星社、2019年）
- 窪田政男『Sad Song』（皓星社、2023年）

### その他
- 長澤延子『長澤延子全詩集』（皓星社、2021年）
- 重信房子『暁の星』（皓星社、2022年）

## 連載
- 君も吐き出せ心の詩 ビッグトゥモロー青春出版社 1990年代
- 追憶の風景 東京新聞
- 時言・茫漠山日誌より	短歌往来（ながらみ書房）
- 日本よ！  正論（産経新聞社）
- 日蓮紀行  大法輪（大法輪閣）
- 感傷、東京写真紀行 文藝月光（勉誠出版）
- 懐かしのわが家―講演 寺山修司 	歌誌『月光』

## 出演番組
- NHK教育テレビ『知るを楽しむ・私のこだわり人物伝』(ナレーション）
- 『NHK短歌』（2003年4月 - 2005年3月）
- NHK教育テレビ『こころの時代』「無念も捨てたもんじゃない」（2011年3月6日放送）
- NHK総合テレビ『超絶 凄ワザ!』(ナレーション）（2014年4月3日 -2015年1月29日）